# Вазопресин

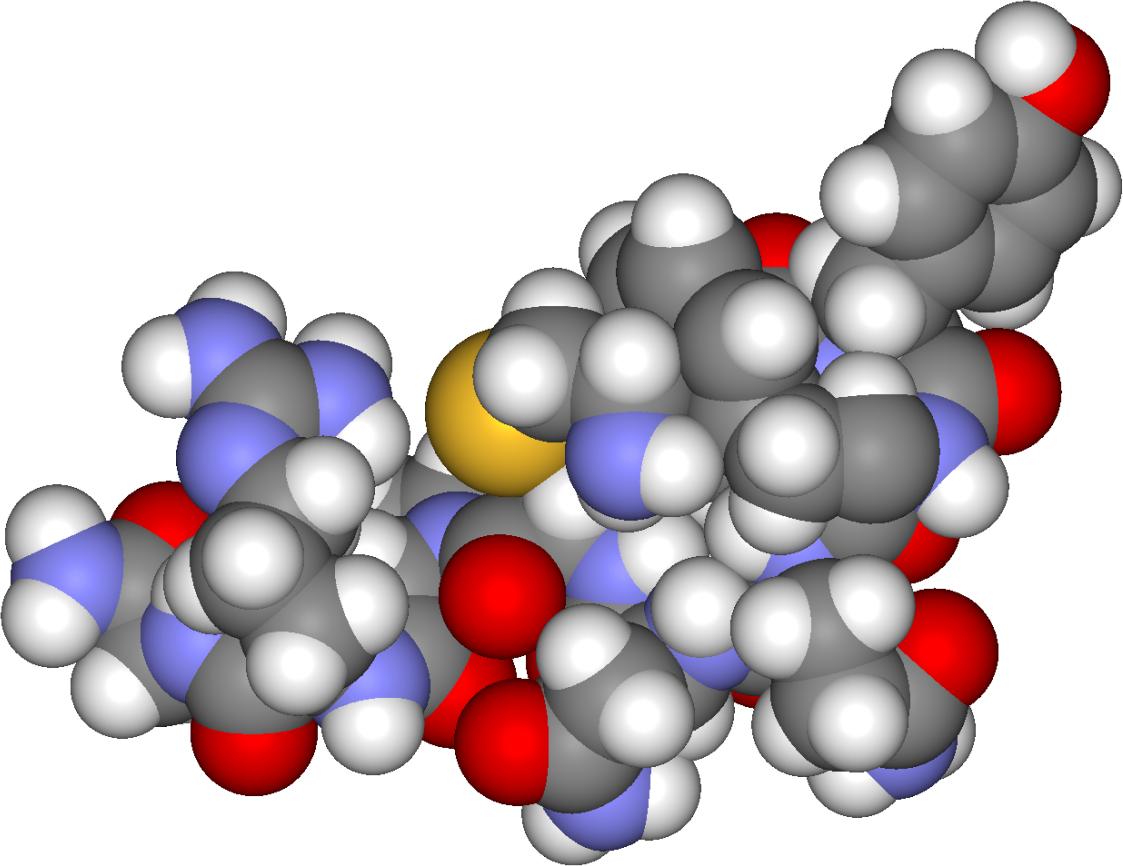
Просторова модель молекули вазопресину

Аргінін вазопресин (АВП), також відомий як вазопресин, аргіпресин або антидіуретичний гормон (АДГ) — це нейрогіпофізарний гормон, що синтезується у багатьох ссавців. Його основні функції — утримання води в організмі і звуження судин. Вазопресин регулює утримання води в організмі, збільшуючи реабсорбцію в збірних трубочках нефрона у нирках. Вазопресин збільшує водопроникність збірних трубочок і дистальних звивистих канальців у нирках, викликаючи переміщення водних каналів аквапорину-2 у плазматичній мембрані збірних канальців нефрона. Вазопресин збільшує периферичний опір судин, що в свою чергу підвищує артеріальний тиск. Він відіграє ключову роль в гомеостазі, регулюючи рівень води, глюкози і солі у крові. Вазопресин утворюється з препрогормона-попередника, який синтезується в гіпоталамусі, накопичується і зберігається в пухирцях у задній долі гіпофізу, звідки вивільняється в кровотік. Однак деяка кількість вазопресину може виділятись безпосередньо в мозок і впливати на соціальну поведінку, сексуальну мотивацію, і материнську реакцію на стрес.

## Фізіологія

### Функції
Однією з найбільш важливих функцій вазопресину є регуляція утримання води в організмі; він вивільняється, коли організм зневоднений і змушує нирки зберігати воду, тим самим концентруючи сечу і зменшуючи її об'єм. У високих концентраціях вазопресин також підвищує кров'яний тиск, викликаючи помірне звуження судин. Крім того, він впливає на мозок, що було продемонстровано в дослідженнях на мишах: висока щільність розподілу рецепторів вазопресину AVPr1a у вентральних областях переднього мозку степової полівки сприяє утворенню і координації системи винагороди при виборі партнера, що має вирішальне значення для утворення зв'язку у парі.
Дуже схожа речовина, лізин вазопресин (ЛВП) або ліпресин, має ті ж функції у свиней і часто використовується у лікуванні людей.

#### Нирка
Вазопресин має два ефекти, що збільшують осмолярність сечі (підвищена концентрація) і знижують екскрецію води. До них належать:
1. Збільшення проникності клітин дистальних канальців і збірних трубочок у нирках для води, завдяки чому відбувається реабсорбція води і виділення більш концентрованої сечі, тобто антидіуретичний ефект. Це відбувається внаслідок вбудовування водних каналів (аквапорин-2) в апікальну мембрану епітеліальних клітин дистальних канальців і збірних трубочок. Аквапорини дозволяють воді рухатися за їхнім осмотичним градієнтом з нефрону, збільшуючи кількість води, що реабсорбується з фільтрату (утворюваної сечі) назад в кровотік. V2 рецептори, які є G протеїн-зв'язаними рецепторами на базолатеральній плазматичній мембрані епітеліальних клітин, з'єднуються з гетеротримерним G-протеїном Gс, який активує аденілатциклазу III і VI для перетворення АТФ в цАМФ, і 2 неорганічні фосфати. Зростання кількості цАМФ потім запускає вбудовування аквапорин-2 водних каналів шляхом екзоцитозу внутрішньоклітинних везикул і переробки ендосом. Вазопресин також підвищує концентрацію кальцію в клітинах збірних трубочок, епізодично вивільняючись з внутрішньоклітинного депо. Вазопресин, що діє з допомогою цАМФ, також збільшує транскрипцію гену аквапорину-2, тим самим збільшуючи загальну кількість молекул аквапорину-2 в клітинах збірних трубочок. Циклічний АМФ активує протеїнкіназу А (ПКА), зв'язуючись з її регуляторними субодиницями і дозволяючи їм відокремитися від каталітичних субодиниць. Відокремлення відкриває каталітичний сайт ферменту, що дозволяє додавати фосфатні групи до протеїнів (у тому числі протеїну аквапорин-2), які змінюють їхні функції.
2. Збільшення проникності збірних трубочок внутрішньої частини мозкового шару для сечовини шляхом регулювання витискання на поверхню клітини переносників сечовини,[5] що полегшує її реабсорбцію у кістковомозковий інтерстицій, коли вона проходить за градієнтом концентрації, який утворюється внаслідок видалення води із зв'язувальних канальців, збірних трубочок кіркового шару, і збірних трубочок зовнішньої частини мозкового шару.

#### Серцево-судинна система
Вазопресин збільшує периферичний судинний опір (звуження судин) і тим самим підвищує артеріальний тиск. Цей ефект мало проявляється у здорових людей, проте він стає важливим компенсаційним механізмом для відновлення артеріального тиску у випадку гіповолемічного шоку, що трапляється під час кровотечі.

#### Центральна нервова система

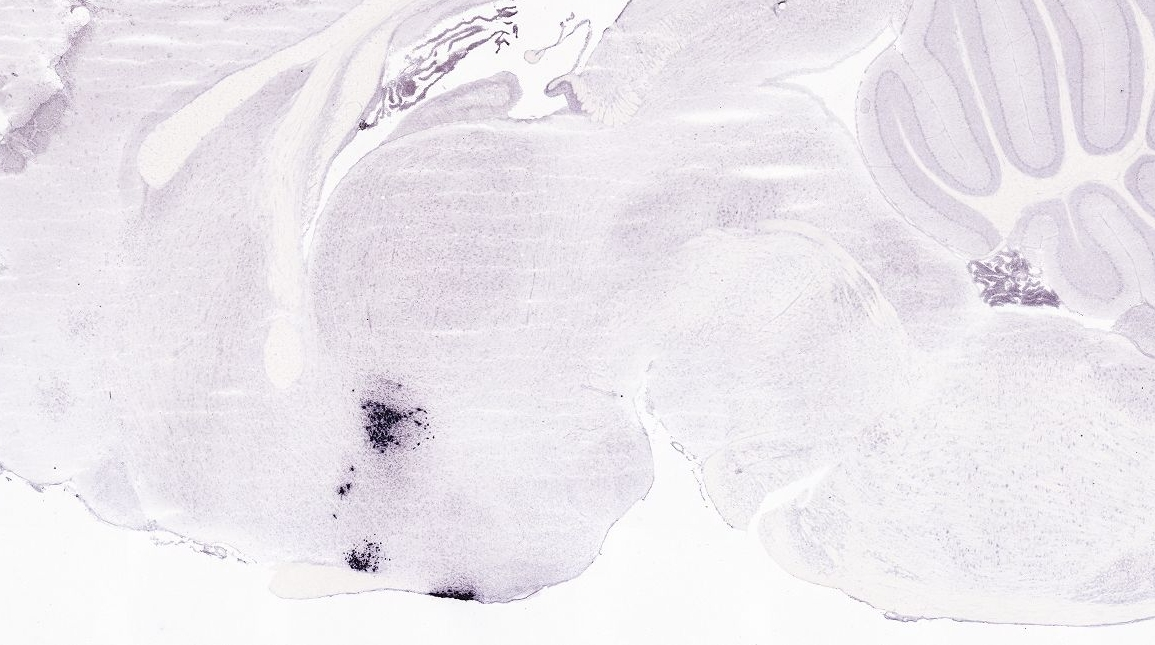
АВП, що експресується у перивентрикулярній області гіпоталамуса у дорослих мишей. Allen Brain Atlases

- Вазопресин залучений у процес формування пам'яті, в тому числі сповільнених рефлексів, образного мислення, короткострокової і довгострокової пам'яті, хоча механізм залишається невідомим. Тим не менш, синтетичний аналог вазопресину десмопресин є цікавим як імовірний ноотропний засіб.

- Вазопресин виділяється в мозок у циркадному ритмі нейронами супраоптичного ядра.

- Вазопресин, що виділяється з центрально проектованих нейронів гіпоталамусу, впливає на поведінку (агресія), регулювання кров'яного тиску та температури тіла.

- Цілком імовірно, що вазопресин діє у поєднанні з кортикотропін-рилізінг гормоном, модулюючи вивільнення кортикостероїдів з надниркових залоз у відповідь на стрес, а також під час вагітності та в період лактації у ссавців.[7][8][9]

- У дослідах на мишах було продемонстровано, що селективна блокада рецепторів AVPr1a у вентральному палідумі заважає степовим полівкам обирати партнера.[4]

- Останні дані свідчать про те, що вазопресин може мати знеболювальну дію, проте знеболювальний ефект вазопресину залежить від стресового стану і статі.[10]

- Дані експериментальних досліджень на тваринах показали, що точний розподіл вазопресину і його рецепторів у головному мозку пов'язаний з типовими зразками соціальної поведінки кожного виду. Зокрема, існують суттєві відмінності між моногамними і полігамними видами у розподілі рецепторів АВП, а іноді і в розподілі вазопресин-вмісних аксонів, навіть якщо порівнювати близькоспоріднені види.[11] Крім того, дослідження, які включають введення агоністів АВП у мозок, або блокування дії АВП, підтверджують гіпотезу, що вазопресин бере участь в розвитку агресії по відношенню до інших самців. Існує також доказ того, що відмінності в гені рецептора АВП в окремих особин виду можуть впливати на відмінності в соціальній поведінці.

- Є припущення, що генетичні варіації у чоловіків впливають на їхню поведінку у близьких стосунках. Мозок чоловіків використовує вазопресин як «нагороду» для формування міцного зв'язку з партнером, а чоловіки з одним або двома алельними генами більш схильні до розладів у сім'ї. Партнери чоловіків, які мають обидві алелі, що впливають на сприйняття вазопресину, розчаровані рівнем задоволеності, прихильності і згуртованості.[12]

Рецептори вазопресину розподілені вздовж шляху системи винагород (точніше — у вентральному палідумі), вони активуються, коли АВП вивільняється в процесі соціальної взаємодії (наприклад, спаровування) у моногамних степових полівок. Активація системи винагород підсилює таку поведінку, що призводить до обумовленого вибору партнера, і тим самим ініціює утворення зв'язку у парі.

### Регуляція
Вазопресин виділяється із задньої долі гіпофіза у відповідь на зниження обсягу плазми, на збільшення осмотичного тиску плазми, і у відповідь на виділення холецистокініну у тонкому кишечнику:
- Секреція у відповідь на зменшення обсягу плазми активується рецепторами тиску у венах, передсердях і сонних артеріях.
- Секреція у відповідь на збільшення осмотичного тиску плазми відбувається за участю осморецепторів у гіпоталамусі.
- Секреція у відповідь на збільшення рівня холецистокініну у плазмі вивчена недостатньо.

Нейрони, які виділяють АВП у супраоптичному ядрі і паравентрикулярному ядрі гіпоталамусу самі по собі є осморецепторами, але вони також отримують синаптичні вхідні сигнали інших осморецепторів, розташованих у областях, прилеглих до передньої стінки третього шлуночка мозку. До таких областей належать васкулярне тільце термінальної пластинки і субфорнікальний орган.
На секрецію вазопресину впливають багато факторів:
- Етанол (спирт) знижує кальцій-залежну секрецію АВП, блокуючи потенціалозалежні кальцієві канали у нейрогіпофізарних нервових закінченнях.[14]
- Ангіотензин II стимулює секрецію АВП, відповідно до своєї загальної судиннозвужуючої дії на організм.[15]
- Передсердний натрійуретичний пептид інгібує секрецію АВП, зокрема, шляхом інгібування ангіотензин II-індукованої стимуляції секреції АВП.[15]

### Секреція
Основним стимулом для секреції вазопресину є збільшена осмолярність плазми. Зниження обсягу позаклітинної рідини також має цей вплив, але є менш чутливим механізмом.
Майже весь АВП у периферичній крові виробляється задньою долею гіпофіза (за винятком випадків з АВП-секретуючими пухлинами). Вазопресин виробляється магноцеллюлярними нейросекреторними нейронами у паравентрикулярному ядрі гіпоталамуса і супраоптичному ядрі. Потім вазопресин у складі нейросекреторних гранул, які знаходяться у тільцях Херінга (локалізовані розширення аксонів і нервових закінчень) проходить по аксону через лійку. Ці гранули переносять пептид безпосередньо до задньої долі гіпофіза, де він зберігається, поки не потрапляє в кров. Однак є два інших джерела АВП з важливими місцевими ефектами:
- АВП також синтезується парвоцелюлярними нейросекреторними нейронами у паравентрикулярному ядрі, транспортується і вивільняється в серединне піднесення, потім проходить через портальну систему гіпофіза в його передню частку, де він синергічно з кортикотропін-рилізінг гормоном стимулює кортикотропні клітини для вироблення АКТГ (сам по собі він є слабким засобом для посилення секреції).[16]
- Вазопресин також виділяється у мозок кількома різними популяціями менших нейронів.

### Рецептори
Нижче наведена таблиця, яка узагальнює деякі дії АВП на його чотири рецептори, які по-різному виражені в різних тканинах і мають різні ефекти:
| Тип    | Система вторинного месенджера    | Розташування | Вплив |
| ------ | -------------------------------- | --- | --- |
| AVPR1A | фосфатидилінозитол / іон кальцію | Печінка, нирки, периферична судинна сітка, мозок | Звуження судин, глюконеогенез, агрегація тромбоцитів і виділення Фактору VIII і фактору Віллебранда; суспільне визнання, circadian tau |
| AVPR1B | фосфатидилінозитол / іон кальцію | Гіпофіз, мозок | Секреція адренокортикотропного гормону у відповідь на стрес; соціальна інтерпретація нюхових сигналів |
| AVPR2  | Аденілатциклаза / цАМФ           | Базолатеральна мембрана клітин, що вистеляють збірні трубочки у нирках (особливо збірні трубочки кіркового шару і зовнішньої частини мозкового шару) | Вбудовування аквапорин-2 (AQP2) каналів (водних каналів). Це дозволяє воді реабсорбуватися за осмотичним градієнтом, так що сеча стає більш концентрованою. Вивільнення фактору Віллебранда та поверхнева експресія P-селектину через екзоцитоз тілець Вейбеля—Паладе з ендотеліальних клітин |
| VACM1  | фосфатидилинозитол / іон кальцію | Судинний ендотелій і ниркові збірні канальці | Підвищує цитозольний кальцій і діє як зворотний агоніст накопичення цАМФ |

## Структура і спорідненість з окситоцином

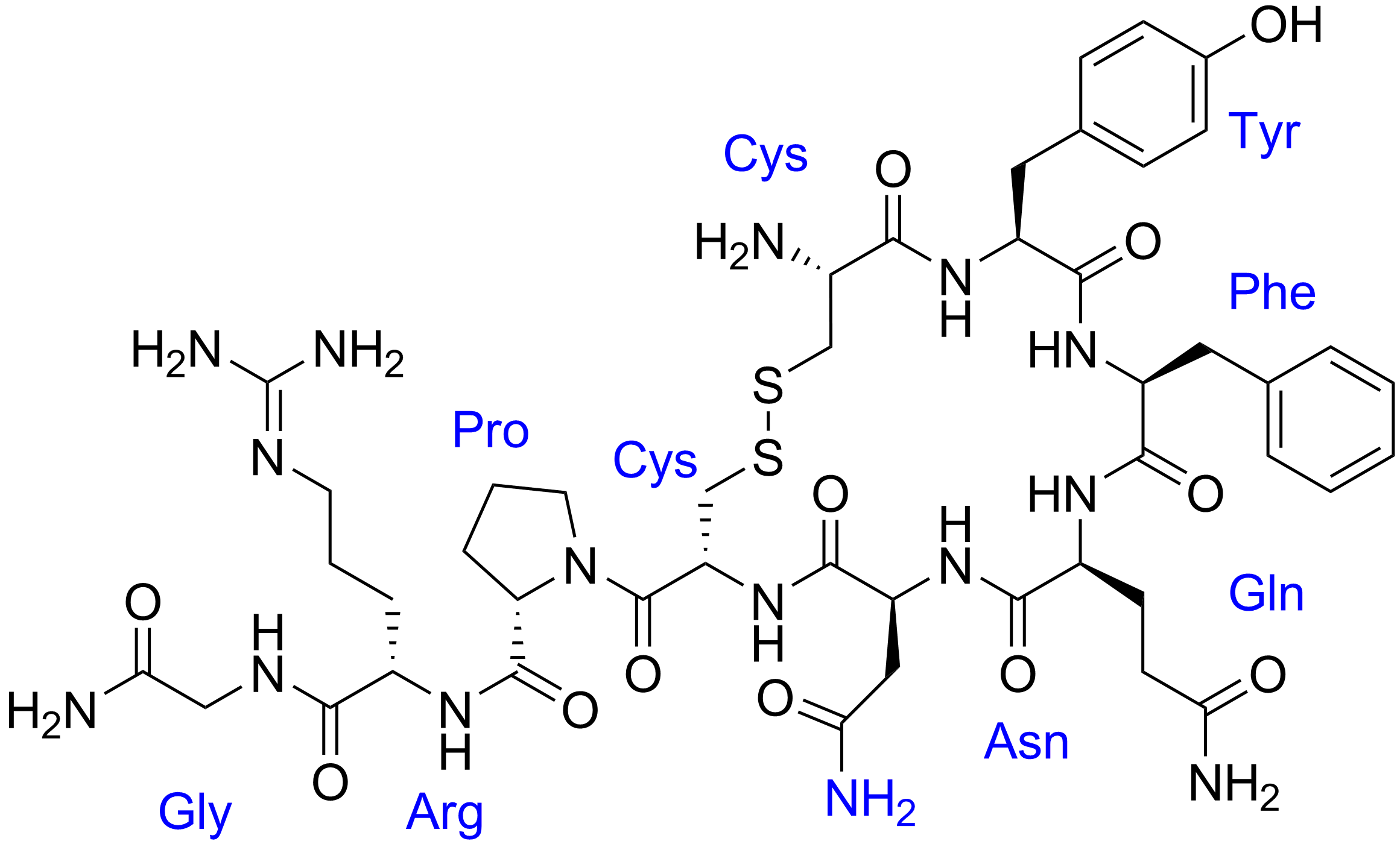
Хімічна структура аргіпресину (вказує, що ця сполука входить у родину вазопресину з аргініном у 8-му амінокислотному положенні.

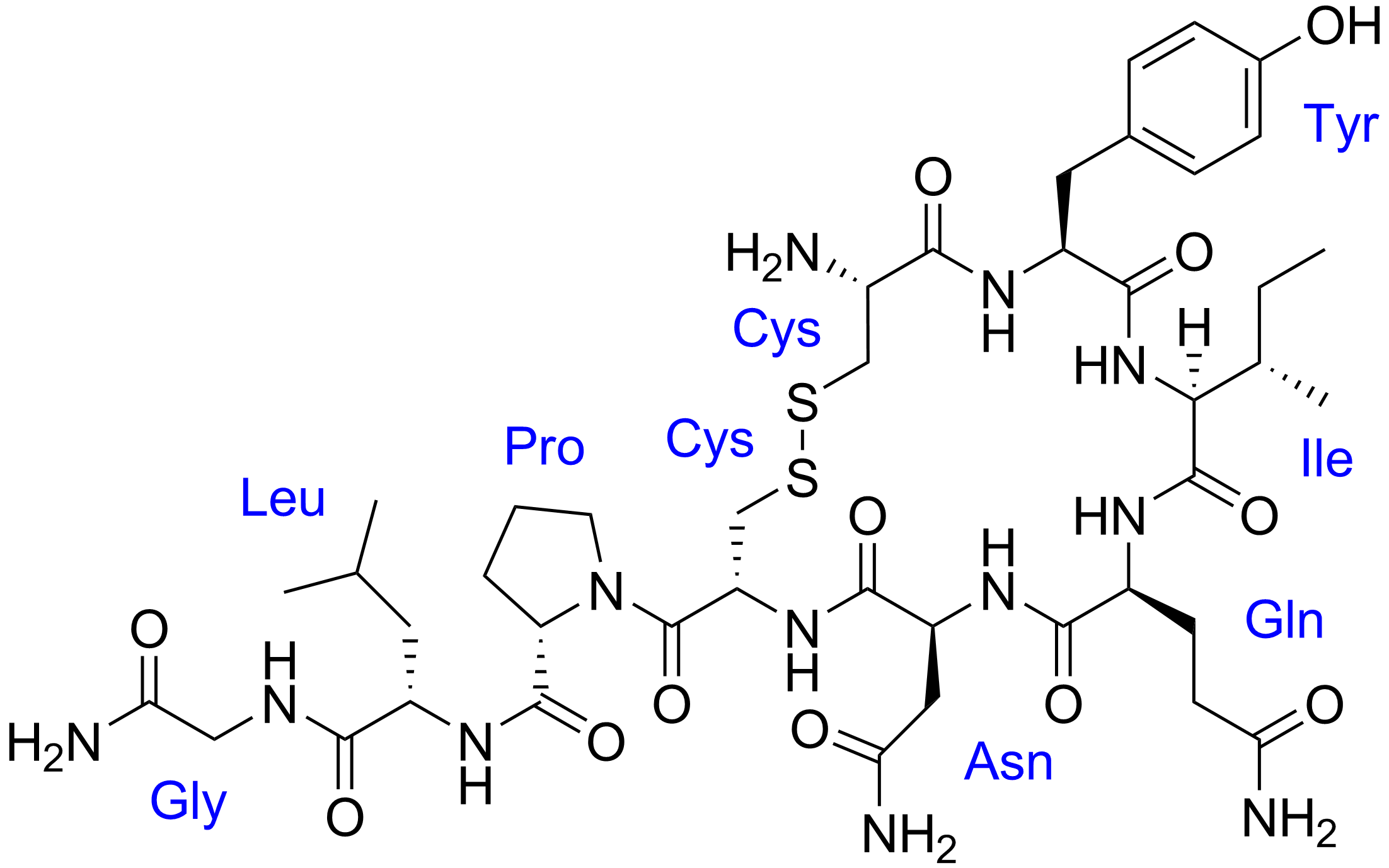
Хімічна структура окситоцину

Вазопресини є пептидами, що складаються з дев'яти амінокислот (нонапептиди). (NB: величина з 164 амінокислот у вищенаведеній таблиці отримана до того, як гормон активується розщепленням). Амінокислотна послідовність аргінін вазопресину : Цис — Тир — Фен — Глн — Асн — Цис — Про — Арг — Глі, при цьому залишки цистеїну утворюють дисульфідні зв'язки. Лізин вазопресин має лізин замість аргініну.
Структура окситоцину дуже схожа на структуру вазопресинів: це також нонапептид з дисульфідним містком і його амінокислотна послідовність відрізняється тільки у двох положеннях (див. таблицю нижче). Два гени розташовані у тій же самій хромосомі, розділені відносно малою відстанню менше 15000 в більшості видів. Магноцелюлярні нейрони, які виробляють вазопресин, суміжні з магноцелюлярними нейронами, що виробляють окситоцин, і вони є схожими у багатьох відношеннях.
Подібність двох пептидів може викликати деякі перехресні реакції: окситоцин має легку антидіуретичну дію, а високий рівень АВП може викликати скорочення матки
Нижче наведена таблиця, що показує суперродину нейропептидів вазопресину і окситоцину :
| Родина вазопресину Хребетних                                                  | Родина вазопресину Хребетних | Родина вазопресину Хребетних                                                            |
| ----------------------------------------------------------------------------- | ---------------------------- | --------------------------------------------------------------------------------------- |
| Cys-Tyr-Phe-Gln-Asn-Cys-Pro-Arg-Gly-NH2                                       | Аргіпресин (АВП, АДГ)        | Більшість ссавців                                                                       |
| Cys-Tyr-Phe-Gln-Asn-Cys-Pro-Lys-Gly-NH2                                       | Ліпресин (ЛВП)               | Свині, бегемоти, бородавочники, деякі сумчасті                                          |
| Cys-Phe-Phe-Gln-Asn-Cys-Pro-Arg-Gly-NH2                                       | Феніпресин                   | Деякі сумчасті                                                                          |
| Cys-Tyr-Ile-Gln-Asn-Cys-Pro-Arg-Gly-NH2                                       | Вазотоцин †                  | Не ссавці                                                                               |
| Родина окситоцину хребетних                                                   |                              |                                                                                         |
| Cys-Tyr-Ile-Gln-Asn-Cys-Pro-Leu-Gly-NH2                                       | Окситоцин                    | Більшість ссавців, сом                                                                  |
| Cys-Tyr-Ile-Gln-Asn-Cys-Pro-Pro-Gly-NH2                                       | Прол-Окситоцин               | Деякі мавпи Нового світу, північні деревні землерийки                                   |
| Cys-Tyr-Ile-Gln-Asn-Cys-Pro-Ile-Gly-NH2                                       | Мезотоцин                    | Більшість сумчастих, всі птахи, рептилії, амфібії, дводишні риби, латимерія             |
| Cys-Tyr-Ile-Gln-Ser-Cys-Pro-Ile-Gly-NH2                                       | Серитоцин                    | Жаби                                                                                    |
| Cys-Tyr-Ile-Ser-Asn-Cys-Pro-Ile-Gly-NH2                                       | Ізотоцин                     | Кісткові риби                                                                           |
| Cys-Tyr-Ile-Ser-Asn-Cys-Pro-Gln-Gly-NH2                                       | Глумітоцин                   | Скати                                                                                   |
| Cys-Tyr-Ile-Asn/Gln-Asn-Cys-Pro-Leu/Val-Gly-NH2                               | Різні тоцини                 | Акули                                                                                   |
| Надродина вазопресину/окситоцину Безхребетних                                 |                              |                                                                                         |
| Cys-Leu-Ile-Thr-Asn-Cys-Pro-Arg-Gly-NH2                                       | Діуретичний гормон           | Сарана                                                                                  |
| Cys-Phe-Val-Arg-Asn-Cys-Pro-Thr-Gly-NH2                                       | Анетоцин                     | Дощовий черв'як                                                                         |
| Cys-Phe-Ile-Arg-Asn-Cys-Pro-Lys-Gly-NH2                                       | Lys-конопресин               | Географічний та імператорський конічні равлики ставковий равлик, морський заєць, п'явки |
| Cys-Ile-Ile-Arg-Asn-Cys-Pro-Arg-Gly-NH2                                       | Arg-конопресин               | Смугастий конічний равлик                                                               |
| Cys-Tyr-Phe-Arg-Asn-Cys-Pro-Ile-Gly-NH2                                       | Цефалотоцин                  | Восьминіг                                                                               |
| Cys-Phe-Trp-Thr-Ser-Cys-Pro-Ile-Gly-NH2                                       | Октопресин                   | Восьминіг                                                                               |
| † Вазотоцин є еволюційним предком усіх нейрогіпофізарних гормонів хребетних . |                              |                                                                                         |

## Роль у виникненні хвороб

### Нестача АВП
Знижена секреція АВП, або зниження ниркової чутливості до АВП призводять до нецукрового діабету — стану, що характеризується гіпернатріємією (підвищення концентрації натрію в крові), поліурією (надлишкове виробництво сечі), і полідипсією (спрага).

### Надлишок АВП
Високий рівень секреції АВП може призвести до гіпонатріємії. У багатьох випадках секреція АВП є нормальною (у зв'язку з гострою гіповолемію), і цей стан називається «гіповолемічна гіпонатріємія». У деяких хворобливих станах (серцева недостатність, нефротичний синдром) об'єм рідини в організмі збільшується, але виділення АВП не пригнічується з різних причин; цей стан називається «гіперволемічна гіпонатріємія». Частина випадків гіпонатріємії не характеризується ані гіпер-, ані гіповолемією. У цій групі (названій «еуволемічна гіпонатріємія»), секреція вазопресину обумовлена нестачею кортизолу або тироксину (гіпофункція надниркових залоз та гіпотиреоз відповідно) або дуже низьким рівнем екскреції розчинених речовин з сечею (потоманія, низькопротеїнова дієта), або ж вона є цілком неналежною. Ця остання категорія класифікується як синдром неадекватної секреції антидіуретичного гормону (СНС АДГ).
СНС АДГ у свою чергу може бути викликаний рядом проблем. Деякі форми раку можуть викликати СНС АДГ, зокрема, дрібноклітинний рак легенів, і ряд інших пухлин. Різноманітні захворювання, що вражають мозок або легені (інфекції, кровотечі) можуть бути рушійною силою СНС АДГ. Ряд препаратів було пов'язано з СНС АДГ, таких як окремі антидепресанти (інгібітори зворотного захоплення серотоніну і трициклічні антидепресанти), протисудомний препарат карбамазепін, окситоцин (використовується, щоб викликати і стимулювати пологи), і хіміотерапевтичний препарат вінкристин. Зрештою, цей синдром може траплятися без чіткого пояснення.
Гіпонатріємію можна лікувати з допомогою антагоністів рецепторів вазопресину

## Фармакологія

### Аналоги вазопресину
Агоністи вазопресину використовуються терапевтично в різних станах. Його синтетичний аналог тривалої дії десмопресин використовується у станах, що характеризуються низькою секрецією вазопресину (наприклад, нецукровий діабет), а також для зупинки кровотеч (у деяких формах хвороби фон Віллебранда і у легкій формі гемофілії А) і у крайніх випадках нічного нетримання сечі у дітей. Терліпресин та споріднені аналоги використовуються за певних умов як судинозвужуючі засоби. Використання аналогів вазопресину для лікування варикозного розширення вен стравоходу почалося в 1970 році.
Інфузії вазопресину також були використані як друга лінія лікування у пацієнтів з септичним шоком, які не реагують на високі дози інотропних препаратів (наприклад, допамін або норепінефрин).

### Роль аналогів вазопресину в зупинці серця
Ін'єкції вазопресорів для лікування зупинки серця були вперше описапно в 1896 році австрійським вченим д-р Р. Готлібом, який описав вазопресор епінефрин як "вливання розчину екстракту наднирників для відновлення кровообігу, коли артеріальний тиск був знижений хлоралгідратом до рівня, який не можна виміряти ". Сучасний інтерес до вазопресорів як засобів для лікування зупинки серця походить переважно з досліджень на собаках, проведених в 1960-х роках анестезіологами, докторами Джоном У. Пірсоном і Джозефом Стаффордом Реддінгом, в яких вони продемонстрували покращені результати з використанням додаткової внутрішньосерцевої ін'єкції адреналіну під час спроби реанімації після індукованої зупинки серця. Крім того, внеском до ідеї, що лікування вазопресорами може бути корисним у разі зупинки серця, є дослідження, проведені на початку і в середині 1990-х років, які виявили значно більш високий рівень ендогенної сироватки вазопресину у дорослих після успішної реанімації у випадку позалікарняної зупинки серця в порівнянні з тими, хто не вижив. Результати досліджень на тваринах підтримали використання вазопресину і адреналіну у спробах реанімації при зупинці серця, відзначається покращення коронарного перфузійного тиску, а також загальне покращення виживання в короткостроковій перспективі і неврологічних наслідків.

#### Порівняння вазопресину і адреналіну
|                                                                  | Відносний ризик (95 % довірчий інтервал) |
| ---------------------------------------------------------------- | ---------------------------------------- |
| Невдале відновлення спонтанного кровообігу                       | 0.81 (0.58-1.12)                         |
| Смерть до госпіталізації                                         | 0.72 (0.38-1.39)                         |
| Смерть протягом 24 годин                                         | 0.74 (0.38-1.43)                         |
| Смерть до моменту виписки з лікарні                              | 0.96 (0.87-1.05)                         |
| Кількість померлих і тих, що вижили з неврологічними порушеннями | 1,00 (0,94-1,07)                         |

Хоча обидва судинозвужуючі речовини, вазопресин та епінефрин, відрізняються тим, що вазопресин не має прямого впливу на скорочення серця як адреналін. Таким чином, вазопресин теоретично має більшу перевагу у порівнянні з адреналіном при застосування у разі зупинки серця, оскільки не підвищує кисневу потребу міокарда та головного мозку. Ця ідея призвела до проведення декількох досліджень для пошуку можливої різниці при клінічному застосування одного з цих двох гормонів. Невеликі початкові дослідження показали кращі результати при застосування вазопресину у порівнянні з адреналіном. Однак при проведенні рандомізованих контрольованих випробувань дослідники не отримали очікуваних результатів при лікуванні вазопресином у випадках відновлення спонтанного кровообігу та покращення показника виживання до моменту виписки з лікарні, до того ж систематичний огляд рецензованих літературних джерел та мета-аналіз опублікованих даних, завершений в 2005 році, не знайшли ніяких істотних відмінностей щодо застосування вазопресину (Таблиця 1).

#### Вазопресин плюс адреналін
|                                                          | Відносний ризик (95 % довірчий інтервал) | р-показник |
| -------------------------------------------------------- | ---------------------------------------- | ---------- |
| Відновлення спонтанного кровообігу                       | 1.42 (1.14-1.77)                         |            |
| Виживання до моменту госпіталізації                      | 1.42 (1.02-2.04)                         | 0,05       |
| У підгрупі: електрична активність без пульсу             | 1.30 (0.90-2.06)                         | 0,02       |
| У підгрупі: колапс до прибуття швидкої, час 15-30 хвилин | 1.22 (1.01-1.49)                         | 0,05       |
| У підгрупі: колапс до прибуття швидкої, час 30-45 хвилин | 1.11 (1.00-1.24)                         | 0,05       |
| Виживання до моменту виписки з лікарні                   | 3.69 (1.52-8.95)                         |            |

На даний час немає доказів значного підвищення виживання та покращенням неврологічних параметрів у пацієнтів, які отримують адреналіну і вазопресину під час зупинки серця. Однак систематичний огляд рецензованої літератури з 2008 року виявив одне дослідження, яке показало статистично достовірне покращення у відновленні спонтанного кровообігу і виживанні до виписки зі стаціонару при застосуванні такого комбінованого лікування. На жаль, ті пацієнти, які дожили до виписки з лікарні, мали загальні несприятливі наслідки і багато з них мали постійні, важкі неврологічні розлади. Пізніше опубліковані результати клінічних випробувань з Сингапуру показали аналогічні результати, виявивши, що комбіноване лікування лише покращує виживання до моменту госпіталізації, особливо в аналізі підгрупи пацієнтів з довшим часом «колапсу до прибуття швидкої», від 15 до 45 хвилин . У таблиці 2 перераховані всі статистично значущі результати, виявленими у цих двох дослідженнях.

#### Методичні рекомендації Американської асоціації серця 2010
Методичні рекомендації Американської асоціації серця за 2010 рік щодо серцево-легеневої реанімації і невідкладної допомоги при серцево-судинних захворюваннях рекомендують застосування андреналіну у дорослих пацієнтів при зупинці серця (Class IIb, LOE A recommendation). Вазопресин в методичній рекомендації не вказується як частина алгоритму допомоги у випадку зупинки серця. Однак, дозволяється замінити першу або другу дозу адреналіну на одну дозу вазопресину при лікуванні цього гострого стану (Class IIb, LOE A recommendation).

### Інгібування рецепторів вазопресину
Антагоністи рецепторів вазопресину є речовинами блокують рецептори вазопресину. Вони можуть бути використані в лікуванні гіпонатріємії.